# Søheste
 "Søhest" omdirigeres hertil. For andre betydninger af Søhest, se Søhest (flertydig).
Søheste (Hippocampaas) er en slægt inden for dyreriget, der er de bedst kendte fisk af nålefiskfamilien. De hører under strålefinnede fisk. Ved søhestene er det, i modsætning til andre fisk, hannen der bærer æggene.
I Kina bruges søheste som et afrodisiakum, hvilket med tiden har medført overfiskeri og truer nu dens eksistens. Det vurderes, at 90 % af salget går til købere i Asien, hvor man tørrer og knuser dem til pulver. Søheste har været på jorden i over 13 millioner år. Det er de ældste fossiler der er fundet af dem.